# Gareth Evans (režisér)
Gareth Evans (* 1980, Hirwaun) je velšský filmový režisér a scenárista. Narodil se ve vesnici Hirwaun na jihu Walesu a studoval na Glamorganské univerzitě. Debutoval v roce 2003 krátkometrážním snímkem Samurai Monogatari, ve které hráli Japonci studující v Cardiffu. Roku 2006 měl premiéru jeho první celovečerní film Footsteps. Později opustil rodný Wales a usadil se v Indonésii. V roce 2009 představil film Cesta bojovníka následovaný snímky Zátah: Vykoupení (2011) a Zátah 2 (2014).